# Ganduo (köpinghuvudort i Kina, Jiangsu Sheng, lat 32,88, long 119,76)
Ganduo (kinesiska: 甘垛, 甘垛镇) är en köpinghuvudort i Kina. Den ligger i provinsen Jiangsu, i den östra delen av landet, omkring 130 kilometer nordost om provinshuvudstaden Nanjing. Antalet invånare är 29 555. Befolkningen består av 14 799 kvinnor och 14 756 män. Barn under 15 år utgör 112 %, vuxna 15-64 år 70 %, och äldre över 65 år 17,0 %.
Runt Ganduo är det tätbefolkat, med 613 invånare per kvadratkilometer. Närmaste större samhälle är Shaoyang, 9,2 km nordost om Ganduo. Trakten runt Ganduo består till största delen av jordbruksmark.
Genomsnittlig årsnederbörd är 1 119 millimeter. Den regnigaste månaden är juli, med i genomsnitt 254 mm nederbörd, och den torraste är januari, med 28 mm nederbörd.